# Bacon vegetariano

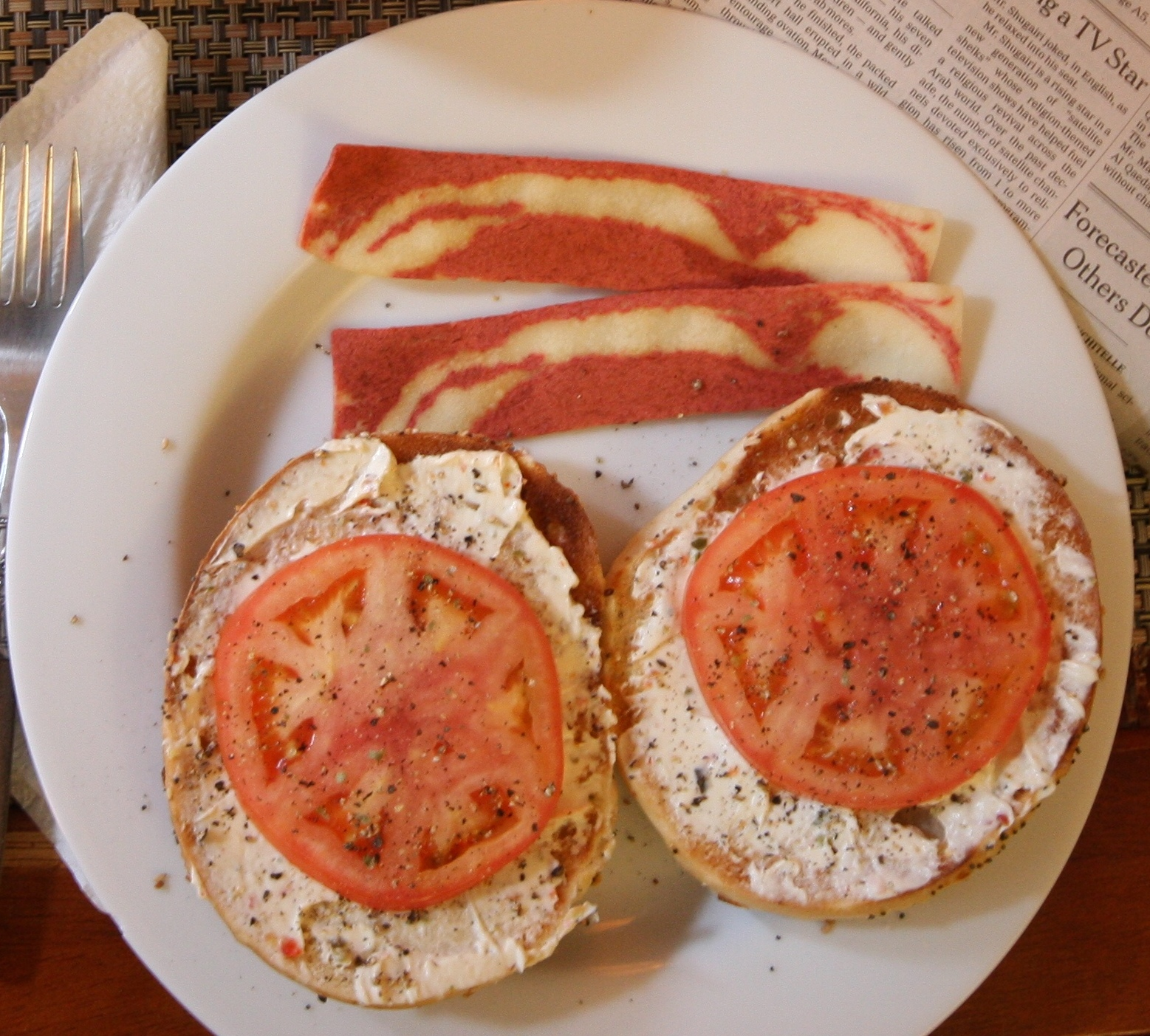
Café da manhã com "bacon" vegetariano com metades de bagel, cream cheese vegetariano e tomate

O bacon vegetariano, também conhecido como vacon ou facon, é um produto comercializado como uma alternativa ao bacon. É rico em proteínas e fibras, mas pobre em gordura e não tem colesterol. Duas fatias têm em média 75 calorias. Marcas comercializadas incluem Morningstar Farms e Smart Bacon.
O bacon vegetariano também pode ser feito em casa marinando tiras de tempeh ou tofu em vários sabores, como molho de soja ou fumaça líquida, e depois fritar ou assar. Os aficionados por alimentos crus também usam a polpa de coco como substituto do bacon. O seitan também pode ser transformado em bacon vegetariano.
O escritor sobre culinária David Goldbeck sugere fritar o queijo provolone em uma frigideira para produzir um substituto do bacon que ele chama de "queison".